# Geka
Geka is een historisch Duits merk van motorfietsen.
De bedrijfsnaam was: Gustav Kracke Motorradbau, Rehburg-Stadt.
Geka was een van de vele kleine Duitse bedrijven die in de eerste helft van de jaren twintig motorfietsen gingen produceren. Zoals veel anderen gebruikte Gustav Kracke daarvoor inbouwmotoren, in dit geval 173cc-DKW-tweetaktmotoren. De productie begon in 1924, maar zoals veel van deze kleine merken kon ook Geka niet concurreren met grotere merken. In 1925 werd de productie van meer dan 150 van deze kleine producenten beëindigd, ook bij Geka.